# FC Neumünster Zürich
Der FC Neumünster war ein von 1907 bis 1930 bestehender Schweizer Fussballclub.
Der Club gehörte nach seiner Gründung 1907 für einige Jahre zum erweiterten Kreis der Schweizer Spitzenclubs. Der FC Neumünster spielte zwischen 1917 und 1922 insgesamt fünf Saisons in der Serie A, der damals höchsten Schweizer Spielklasse.
Er ist nicht mit dem 1957 im Zürcher Stadtteil Witikon gegründeten gleichnamigen Quartierverein zu verwechseln.

## Geschichte
Der Club wurde 1907 von fussballbegeisterten Lehrlingen und Schülern gegründet, die in den Quartieren Hottingen, Hirslanden und Riesbach rund um die Kirche Neumünster wohnten, die dem Verein auch den Namen gab. Der Verein nahm rasch eine recht erfolgreiche Entwicklung. Mitglied des Schweizerischen Fussballverbandes (SFV) seit 1909, konnte die Mannschaft die Saison 1915/16 in der Serie B auf dem ersten Rang abschliessen. Nachdem die Aufnahme in die höchste Spielklasse, die Serie A, trotz des sportlichen Erfolgs vorerst vom Verband noch verweigert wurde, war es ein Jahr später so weit. Nach dem neuerlichen Gewinn der B-Serie erfolgte der Aufstieg auf die Saison 1917/18, die in der Regionalgruppe Ost der Serie A auf dem guten vierten Tabellenrang beendet werden konnte. Nach fünf Spielzeiten in der obersten Liga erfolgte nach einer gegen den FC Lugano verlorenen Barrage am Ende der Saison 1921/2 der Abstieg in die Serie B. Dort spielte die Mannschaft noch mit einigem Erfolg weiter, doch scheiterte sie 1923 und 1925 in Aufstiegsspielen gegen den SC Veltheim aus Winterthur und Brühl St. Gallen. Im Zuge des städtischen Wachstums verlor der Verein bald darauf seinen angestammten Fussballplatz am Sonnenberg. Heimatlos geworden und mit finanziellen Problemen konfrontiert, sah sich der Verein 1930 zur Auflösung gezwungen.

## Bekannte Spieler
- Jean Haag
- Max Hofmann